# Rattenberg (Katastralgemeinde)
Rattenberg ist eine von sieben Katastralgemeinden der Gemeinde Fohnsdorf, die aus den Orten Rattenberg und Göttschach sowie einigen Einzelgehöften besteht. Die 12,83 Quadratkilometer große Katastralgemeinde Rattenberg wird von 194 Menschen bewohnt (Stand: 2023).

## Bevölkerung
Die Katastralgemeinde Rattenberg wird von 194 Menschen bewohnt, im gleichnamigen Ort sind es ebenfalls 194 Einwohner. Die Katastralgemeinde Rattenberg gehört dem Zählsprengel Sillweg-Rattenberg an, in dem 553 Menschen leben (Stand bei allen drei: 2023).

## Geographie
| Dietersdorf        | Gaal (Gaal) Gaal (Graden)                   |                        |
| Sillweg            | Kompassrose, die auf Nachbargemeinden zeigt | Spielberg (Flatschach) |
| Fohnsdorf Aichdorf | Zeltweg (Farrach)                           | Zeltweg (Zeltweg)      |

Die Katastralgemeinde Rattenberg ist die östlichste Katastralgemeinde Fohnsdorfs. Im Osten schließt die Stadtgemeinde Spielberg an, wobei Rattenberg an die Katastralgemeinde Flatschach grenzt. Der Ort Blümeltal, der aus einigen Gehöften und weiteren Wohneinheiten besteht, ist auf beide Katastralgemeinden aufgeteilt, die Zufahrt ist nur über Flatschach möglich. Der Brunngrabenbach bildet bis zu dessen Einmündung in den Kropfgrabenbach die Grenze. einige Meter danach verläuft die Grenze entlang des Kropfgrabenbachs. Am Bergrücken stoßen die Gemeinden Spielberg, Gaal und Fohnsdorf zusammen; in Gaal befindet sich hier die Katastralgemeinde Graden. Auf der dortigen Grenze liegt die Rattenberger Höhe auf 1430 m ü. A. und der Zwieselberg auf 1534 m ü. A.. Im westlichen Bereich der Grenze zu Gaal grenzen die Katastralgemeinden Rattenberg und Gaal aufeinander.
Westlich grenzt die Katastralgemeinde Rattenberg an die Katastralgemeinde Dietersdorf; beim Hölzelkogel auf 1451 m ü. A. treffen sich die Katastralgemeinden Dietersdorf, Fohnsdorf und Rattenberg. Dieser Punkt ist der nördlichste Punkt der Katastralgemeinde Fohnsdorf. Südwestlich davon grenzt die Katastralgemeinde Rattenberg an die Katastralgemeinde Sillweg, auf der Grenze liegt der Rinachkogel auf 1257 m ü. A.. Im Tal führt die Grenze über Felder zwischen den Orten Göttschach und Ziegelofen. Südlich des Ortes Rattenberg stoßen die Katastralgemeinden Aichdorf, Rattenberg und Sillweg im Bereich der Felder aufeinander. Noch weiter südlich grenzt die Katastralgemeinde Rattenberg an die Zeltweger Katastralgemeinden Farrach und Zeltweg, wobei Teile der Lande- und Startbahnen des Fliegerhorsts Hinterstoisser in der Katastralgemeinde Rattenberg liegen.
Die Katastralgemeinde Rattenberg wird in Ost-West-Richtung von der Murtal-Schnellstraße durchzogen. Berge im Gebiet der Katastralgemeinde Rattenberg sind der Furtnerhübel auf 1266 m ü. A. und der Schlossberg auf 1053 m ü. A.. Gewässer sind der neben dem Brunngrabenbach und dem Kropfgrabenbach der Rattenbergerbach, der Obermoosbach, das Rattenbergerbach Umleitungsgerinne, der Wassergraben, einige unbenannte Gerinne und der Rattenberger Teich.
Der Rattenberger Teich ist Teil des 3,4 Hektar großen Naturschutzgebiets Rattenberger Teich, dessen Flächen für Regenpfeiferartige und Schwimmvögel von großer Bedeutung sind. Die Fläche wurde am 19. September 1983 als Naturschutzgebiet festgelegt.